# Шатийон
Шатийо̀н (на италиански и на френски: Châtillon, на местен диалект, Tsâteillon Цатейон) е малък град и община в северна Италия, автономен регион Вале д'Аоста. Разположен е на 549 m надморска височина. Населението на града е 4966 души (към 31 декември 2010 г.).